# Florin Enache
Florin Enache (* 9. April 1971 in Breaza) ist ein ehemaliger rumänischer Bobpilot.
Er nahm 1994 erstmals an den Olympischen Winterspielen teil. In Lillehammer landete er im Zweierbob mit Anschieber Mihai Dumitrașcu auf dem 30. Platz. Den Viererbob steuerte er auf den 23. Rang. Bei den Olympischen Winterspielen 1998 in Nagano erreichte er im Zweier den 26. und im Viererbob den 27. Platz.
2002 nahm Enache an seinen dritten Olympischen Winterspielen teil. In Salt Lake City war er im Zweierbob mit dem Anschieber Adrian Duminicel auf dem 25. Platz. Im Viererbob erreichte Enache sein bestes Resultat bei Olympischen Spielen. Er lenkte den rumänischen Bob auf den 21. Rang.